# Squillace
|  | Per a altres significats de Squillace, vegeu Squillace (desambiguació) |

Squillace és una ciutat d'Itàlia a la regió de Calàbria, província de Catanzaro situada a uns 5 km de la costa. Ocupa una superfície de 34,33 quilòmetre quadrat i tenia 3,511 habitants a l'1 gener 2023. L'antiga colònia grega de Squilàkion era situada una mica més propera a la mar. Limita amb els municipis d'Amaroni, Borgia, Girifalco, Montauro, Palermiti, Stalettì i Vallefiorita.

## Administració
| Període | Identitat    | Partit        |
| ------- | ------------ | ------------- |
| 2006-   | Guido Rhodio | Llista cívica |

1. ↑  Error: hi ha títol o url, però calen tots dos paràmetres.«».
2. ↑  Error: Unable to display the reference properly. See the documentation for details.